# Joseph Marx
Pour les articles homonymes, voir Marx.
Joseph Marx est un compositeur, pédagogue et critique musical autrichien, né à Graz le 11 mai 1882 et mort dans la même ville le 3 septembre 1964.

## Biographie
Joseph Marx a été initié à la musique par sa mère. Il a ensuite appris le piano avec Johann Buwas. Pour satisfaire son père, il a suivi des cours de droit à l'Université de Graz, tout en apprenant la philosophie ainsi que la musicologie avec Degner. Son intérêt pour la musique n'avait pas disparu. Ceci a finalement conduit à une rupture avec sa famille, et il a commencé à l'âge de 26 ans son travail de compositeur. Il a écrit en quatre ans, de 1908 à 1912, environ 120 de ses quelque 150 lieder. Marx, qui était considéré comme un excellent pianiste, accompagnait souvent ses lieder. Il subit l'influence de Robert Schumann, Johannes Brahms, Max Reger.
En 1909, il obtient un doctorat sur la théorie de la musique. En 1914 il va à Vienne, où il enseigne à l'Académie nationale, qu'il dirige entre 1922 et 1924. Il devient recteur de la Hochschule für Musik de Vienne (1924-27). Pendant trois ans, il est conseiller du gouvernement turc pour l'enseignement de la musique et pour créer un Conservatoire à Ankara. Il est critique musical au Neues Wiener Journal (1931-38). Après la Seconde Guerre mondiale, il écrit dans le Wiener Zeitung. Il enseigne à Vienne et à l'Université de Graz (1947-57).
Le vaste fonds de sa correspondance déposé à la Bibliothèque nationale autrichienne - Marx avait reçu quelque 15 000 lettres provenant d'environ 3 400 personnes du monde de la musique - nous renseigne sur la lutte qu'a menée Joseph Marx pour la défense de la musique tonale.
Il est, selon Brendan Carroll, un « maître absolu de l'harmonie », dont ses lieder attestent, le rapprochant sur ce point d'Alexandre Scriabine.
Il a régulièrement fréquenté d'autres personnalités de la vie musicale autrichienne, tels Franz Schmidt, Franz Schreker, Leopold Godowsky, Wilhelm Kienzl, Karl Böhm, Rudolf Hans Bartsch, Clemens Krauss, Anton Wildgans ou Angelo Kessisoglu.

## Œuvres

### Œuvres vocales

#### Musique chorale
- Ein Neujahrshymnus (Hymne du nouvel an) pour chœur mixte et orchestre (1914)
- Berghymne (Hymne montagnard) pour chœur mixte et orchestre (1910)
- Herbstchor an Pan (Chœur automnal à Pan) pour chœur mixte, chœur d'enfants, orgue et orchestre (1911)
- Morgengesang (Chant matinal) pour chœur d'hommes et orchestre (1910)
- Abendweise (Mélodie du soir) pour chœur d'hommes, cuivres, timbale et orgue (1912)
- Gesang des Lebens (Chant pour la vie) pour chœur d'hommes et orgue (1914)

#### Chants
- 150 lieder, accompagnés ou non à l'orchestre
- Verklartes Jahr (l'année transfigurée) pour baryton et orchestre (cycle, 1932)

### Œuvres instrumentales

#### Musique orchestrale
- Eine Herbstsymphonie (Symphonie d'automne, 1921, Vienne le 5 février 1922)
- Naturtrilogie, pour orchestre, composée de
  - Eine symphonische Nachtmusik (Une nuit musicale symphonique, 1922)
  - Idylle - Concertino über die pastorale Quart (1925)
  - Eine Frühlingsmusik (Musique de printemps, 1925)
- Nordland-Rhapsodie (Rapsodie nordique, 1929)
- Alt-Wiener Serenaden (Anciennes sérénades viennoises, 1941)
- Sinfonia in modo classico pour orchestre à cordes (1944)
- Partita in modo antico pour orchestre à cordes (1945)
- Feste im Herbst (Rêveries automnales, 1946)

#### Concertos
- Concerto pour piano "Romantique" en mi majeur (1919-20)
- "Castelli Romani" pour piano et orchestre en mi bémol majeur (1929-30)

### Autres œuvres
- Six pièces pour piano (1916)
- Quatuor à cordes en la majeur (1936, révisé en 1948 et appelé Quartetto Chromatico)
- Quartetto in modo antico (1938)
- Quartetto in modo classico (1941)
- Deux sonates pour violon
- Œuvres pour violoncelle et piano
- "Trio-Phantasie"
- Trois quatuors avec piano
- Pièces pour orgue
- Pièces pour piano non publiées
- Œuvres pour voix ensemble de chambre

### Écrits
- Harmonielehre (Vienne, 1934, 3e édition, 1948)
- Kontrapunkt (Vienne, 1935)
- Betrachtungen eines romantischen Realisten (Vienne, 1947)
- Weltsprache Musik (Vienne, 1964)